# Hrabstwo Henderson (Karolina Północna)
Hrabstwo Henderson (ang. Henderson County) – hrabstwo w stanie Karolina Północna w Stanach Zjednoczonych.

## Geografia
Według spisu z 2000 roku obszar całkowity hrabstwa obejmuje powierzchnię 375 mil2 (971,25 km²), z czego 374 mile2 (968,66 km²) stanowią lądy, a 1 milę2 (2,59 km²) stanowią wody. Według szacunków United States Census Bureau w roku 2012 miało 108 266 mieszkańców. Jego siedzibą administracyjną jest Hendersonville.

### Miasta
- Hendersonville
- Fletcher
- Laurel Park
- Mills River
- Saluda

### CDP
- Balfour
- Barker Heights
- Dana
- East Flat Rock
- Edneyville
- Etowah
- Flat Rock (wieś)
- Fruitland
- Gerton
- Hoopers Creek
- Horse Shoe
- Mountain Home
- Valley Hill